# Ekonomia regulacyjna
Ekonomia regulacyjna (ang. regulatory economics) to ekonomia regulacji. Jest to stosowanie prawa przez rząd lub niezależne agencje administracyjne do różnych celów, w tym zaradzanie niedoskonałościom rynku, ochrona środowiska, centralne planowanie gospodarki, wzbogacanie dobrze połączonych firm lub przynoszenie korzyści politykom.

## Regulacja
Regulacja jest ogólnie definiowana jako ustawodawstwo narzucone przez rząd jednostkom i firmom z sektora prywatnego w celu regulowania i modyfikowania zachowań gospodarczych. Konflikt może wystąpić między usługami publicznymi a procedurami komercyjnymi (np. maksymalizacja zysku), interesami osób korzystających z tych usług (patrz zawodność rynku), a także interesami osób niezwiązanych bezpośrednio z transakcjami (efekty zewnętrzne). Większość rządów ma zatem pewną formę kontroli lub regulacji, aby zarządzać tymi możliwymi konfliktami. Idealnym celem regulacji ekonomicznych jest zapewnienie bezpiecznej i odpowiedniej usługi, bez zniechęcania do skutecznego funkcjonowania i rozwoju przedsiębiorstw.
Na przykład w większości krajów regulacje regulują sprzedaż i konsumpcję alkoholu i leków na receptę, a także działalność spożywczą, świadczenie opieki osobistej lub stacjonarnej, transport publiczny, budownictwo, film i telewizję itp. Monopole, zwłaszcza te, które są trudne do zniesienia (monopol naturalny) są często regulowane. Sektor finansowy jest również wysoce regulowany.
Regulacja może mieć kilka elementów:
- Statuty publiczne, standardy lub deklaracje oczekiwań.
- Proces rejestracji lub licencjonowania w celu zatwierdzania i zezwalania na działanie usługi, zwykle przez wskazaną organizację lub osobę.
- Proces inspekcji lub inna forma zapewnienia standardowej zgodności, w tym raportowanie i zarządzanie niezgodnością z tymi standardami: w przypadku ciągłej niezgodności, wówczas
- Proces de-licencjonowania, w ramach którego organizacja lub osoba, jeśli zostanie uznana za działającą niezgodnie z prawem, ma nakaz zatrzymania lub ukarania.

Nie wszystkie rodzaje regulacji są nakazane przez rząd, więc niektóre branże zawodowe i korporacje decydują się na przyjęcie modeli samoregulujących. W przedsiębiorstwie mogą obowiązywać wewnętrzne środki regulacyjne, które działają na korzyść wszystkich członków. Często narzuca się dobrowolną samoregulację w celu utrzymania profesjonalizmu, etyki i standardów branżowych.
Na przykład gdy broker kupuje miejsce na nowojorskiej giełdzie papierów wartościowych, istnieją wyraźne zasady postępowania lub warunki umowne i uzgodnione, do których broker musi się dostosować. Przepisy przymusowe amerykańskiej U.S. Securities and Exchange Commission są narzucane bez względu na zgodę lub sprzeciw jednostki w odniesieniu do tej konkretnej transakcji. Jednak w demokracji nadal istnieje zbiorowe porozumienie w sprawie ograniczenia – ciało polityczne jako całość zgadza się, za pośrednictwem swoich przedstawicieli, i nakłada porozumienie na osoby uczestniczące w regulowanej działalności.
Inne przykłady dobrowolnej zgodności w ustrukturyzowanych ustawach obejmują działalność Major League Baseball, FIFA i Royal Yachting Association (uznanego brytyjskiego stowarzyszenia żeglarskiego). Regulacja w tym sensie zbliża się do ideału przyjętego standardu etyki dla danej działalności, aby promować najlepsze interesy uczestniczących, jak również kontynuację samej działalności w określonych granicach.
W Ameryce przez cały XVIII i XIX wiek rząd zaangażował się w znaczną regulację gospodarki. W XVIII wieku produkcja i dystrybucja dóbr były regulowane przez brytyjskie ministerstwa rządowe nad amerykańskimi koloniami (patrz merkantylizm). Dotacje zostały przyznane rolnictwu, a cła zostały nałożone, wywołując rewolucję amerykańską. Rząd Stanów Zjednoczonych utrzymywał wysokie taryfy przez cały XIX i XX wiek, aż w 1934 r. na mocy administracji Franklina D. Roosevelta uchwalono ustawę o wzajemnej taryfie. Jednak regulacje i deregulacja przebiegały falami, a deregulacja wielkiego biznesu w Złotym Wieku doprowadziła do obalenia zaufania prezydenta Theodore’a Roosevelta od 1901 do 1909 r., Deregulacji i ekonomii laissez-laire po raz kolejny w latach 20., prowadzących do Wielkiego Kryzysu, i intensywne regulacje rządowe i ekonomia keynesowska w ramach planu New Deal Franklina Roosevelta. Prezydent Ronald Reagan zderegulował biznes w latach 80. ze swoim planem reaganomiki.
W 1946 r. Kongres USA uchwalił ustawę o postępowaniu administracyjnym (Administrative Procedure Act, APA), która sformalizowała środki zapewniające regularność rządowej działalności administracyjnej i jej zgodność z ustawodawstwem zezwalającym. APA ustanowiła jednolite procedury ogłaszania przez agencję federalną przepisów i rozstrzygania roszczeń. APA określa również proces sądowej kontroli działań agencji.

### Przechwytywanie przepisów
Przechwytywanie regulacyjne to proces, w ramach którego agencja regulacyjna, utworzona w celu działania w interesie publicznym, zamiast tego postępuje z komercyjnymi lub specjalnymi obawami grup interesu, które dominują w branży, jak twierdzi agencja regulująca. Prawdopodobieństwo uchwycenia regulacyjnego jest stronnicze z ekonomicznego punktu widzenia, ponieważ nabyte interesy w branży mają największy finansowy udział w działalności regulacyjnej i są bardziej skłonne do wpływania na organ regulacyjny niż rozproszeni konsumenci indywidualni, z których każdy ma niewielką szczególną motywację do wypróbowania wpływać na regulatory. Tak więc prawdopodobieństwo ujęcia regulacyjnego jest ryzykiem, na które agencja jest narażona ze względu na swój charakter.

## Teorie regulacji
Sztuka regulacji była od dawna badana, szczególnie w sektorze użyteczności publicznej. Opracowano dwie idee dotyczące polityki regulacyjnej: pozytywne teorie regulacji i normatywne teorie regulacji.
Pierwsza bada, dlaczego występuje regulacja. Teorie te obejmują teorie władzy rynkowej, „teorie grup interesu, które opisują interesy interesariuszy w regulacjach” oraz „teorie oportunizmu rządu, które opisują, dlaczego ograniczenia dla uznania rządu mogą być konieczne dla sektora, aby zapewnić skuteczne usługi dla klientów”. Te teorie stwierdzają, że regulacja występuje, ponieważ:
1. rząd jest zainteresowany przezwyciężeniem * asymetrii informacji i dostosowaniem własnych interesów do operatora,
2. klienci pragną ochrony przed siłą rynkową w obecności nieistniejącej lub nieskutecznej konkurencji,
3. operatorzy pragną ochrony przed rywalami lub
4. operatorzy pragną ochrony przed oportunizmem rządu.

Normatywne ekonomiczne teorie regulacji ogólnie stwierdzają, że zajmujący się regulacją powinni:
1. zachęcać do konkurencji tam, gdzie to możliwe,
2. zminimalizować koszty asymetrii informacji, zbierając informacje i zachęcając operatorów do poprawy ich wydajności,
3. zapewnić efektywne ekonomicznie struktury cenowe, oraz
4. ustanowić procesy regulacyjne, które przewidują „regulacje prawne i niezależność, przejrzystość, przewidywalność, legalność i wiarygodność systemu regulacyjnego”[2].

Alternatywnie, wielu heterodoksyjnych ekonomistów i prawników podkreśla wagę regulacji rynku dla „ochrony przed tworzeniem monopolu, ogólnej stabilności rynków, szkód środowiskowych i zapewnienia różnorodności zabezpieczeń społecznych”. Są to socjologowie (tacy jak Max Weber, Karl Polanyi, Neil Fligstein i Karl Marx) oraz historia instytucji rządowych biorących udział w procesach regulacyjnych. „Umożliwienie mechanizmowi rynkowemu wyłącznego kierowania losem istot ludzkich i ich naturalnym środowiskiem, a nawet wysokością i wykorzystaniem siły nabywczej, doprowadziłoby do rozbiórki społeczeństwa”.
- Asymetria informacji dotyczy transakcji, w których jedna strona ma więcej informacji niż druga, co powoduje nierównowagę władzy, która w najgorszym przypadku może spowodować pewnego rodzaju niedoskonałość rynku. Są one najczęściej badane w kontekście problemów pomiędzy agentem i przełożonym.

Teoria głównego czynnika odnosi się do kwestii asymetrii informacji. Tutaj rząd jest głównym, a operator agentem, niezależnie od tego, kto jest właścicielem operatora. Teoria pryncypała jest stosowana w regulacjach motywacyjnych i taryfach wieloczęściowych.

## Metryki regulacyjne
Baza danych Banku Światowego Doing Business gromadzi dane z 178 krajów na temat kosztów regulacji w niektórych obszarach, takich jak zakładanie działalności gospodarczej, zatrudnianie pracowników, uzyskiwanie kredytów i płacenie podatków. Na przykład rozpoczęcie działalności gospodarczej w OECD zajmuje średnio 19 dni roboczych, w porównaniu z 60 w Afryce Subsaharyjskiej ; koszt wyrażony jako procent PNB (bez łapówek) wynosi 8% w OECD i 225% w Afryce.
Projekt Worldwide Governance Indicators w Banku Światowym uznaje, że regulacje mają znaczący wpływ na jakość zarządzania krajem. Jakość regulacyjna kraju, zdefiniowana jako „zdolność rządu do formułowania i wdrażania rozsądnych polityk i przepisów, które pozwalają i promują rozwój sektora prywatnego”, jest jednym z sześciu wymiarów zarządzania, które światowe wskaźniki zarządzania mierzą dla większej liczby ponad 200 krajów.

## Deregulacja

### We współczesnej polityce amerykańskiej
Zbyt skomplikowane prawo regulacyjne, rosnąca inflacja, obawy dotyczące wychwytywania przepisów i przestarzałe przepisy transportowe sprawiły, że deregulacja stała się interesującym pomysłem w Stanach Zjednoczonych pod koniec lat siedemdziesiątych. Podczas swojej prezydentury (1977-1981) prezydent Jimmy Carter wprowadził szeroko zakrojoną reformę deregulacji systemu finansowego (poprzez usunięcie pułapów stóp procentowych) i branży transportowej, umożliwiając przemysłowi lotniczemu bardziej swobodne działanie.
Prezydent Ronald Reagan objął płaszcz deregulacji podczas dwóch kadencji (1981–1989) i rozszerzył ją, wprowadzając Reaganomikę, która miała na celu pobudzenie gospodarki poprzez obniżenie dochodów i podatków korporacyjnych w połączeniu z deregulacją i zmniejszeniem wydatków rządowych. Choć faworyzowany przez przemysł, polityka ekonomiczna ery Reagana dotycząca deregulacji jest uważana przez wielu ekonomistów za przyczynę kryzysu oszczędnościowego i pożyczkowego pod koniec lat 80. i 90. XX wieku.
Urok wolnego rynku kapitalizmu pozostaje obecny w amerykańskiej polityce dzisiaj, a wielu ekonomistów uznaje wagę znalezienia równowagi między nieodłącznym ryzykiem związanym z inwestycjami a gwarancjami regulacji. Niektórzy, zwłaszcza członkowie przemysłu, uważają, że utrzymujące się przepisy nałożone po kryzysie finansowym z 2007 r., Takie jak ustawa o reformie finansowej Dodd-Frank, są zbyt rygorystyczne i utrudniają wzrost gospodarczy, zwłaszcza wśród małych przedsiębiorstw. Inni popierają kontynuację regulacji na podstawie tego, że deregulacja sektora finansowego doprowadziła do kryzysu finansowego w 2007 r. I że regulacje zapewniają stabilność gospodarce.
W 2017 r. prezydent Donald Trump podpisał zarządzenie wykonawcze, które, jak twierdził, „znokautowałoby dwa rozporządzenia dla każdej nowej regulacji”. Trump stwierdził: „Każda regulacja powinna przejść prosty test. Czy czyni życie lepszym lub bezpieczniejszym dla amerykańskich pracowników lub konsumentów? Jeśli odpowiedź brzmi nie, pozbędziemy się go”.

### Odpowiedniki
Wspólnym odpowiednikiem deregulacji jest prywatyzacja państwowych przedsiębiorstw. Celem prywatyzacji jest zwiększenie siły rynkowej zdenacjonalizowanych gałęzi przez siły rynkowe. Prywatyzacja była szeroko stosowana w Wielkiej Brytanii przez administrację Margaret Thatcher. Krytycy twierdzą, że w dużej mierze uznany za sukces i znaczne zmniejszenie deficytu budżetowego, standardy, płace i zatrudnienie spadły w wyniku prywatyzacji. Inni zwracają uwagę, że brak ostrożnych regulacji dotyczących niektórych sprywatyzowanych gałęzi przemysłu jest źródłem ciągłych problemów.

## Kontrowersje

### Zwolennicy
Regulacja rynków ma na celu ochronę społeczeństwa i była podstawą uprzemysłowionego kapitalistycznego zarządzania gospodarczego w XX wieku.
Karl Polanyi określa ten proces jako „osadzenie” rynków w społeczeństwie. Co więcej, współcześni socjologowie ekonomiczni, tacy jak Neil Fligstein (w swojej Architekturze z 2001 r.) Twierdzą, że rynki zależą od regulacji państwa dla ich stabilności, co skutkuje długoterminową ko ewolucją państwa i rynków w społeczeństwach kapitalistycznych w ciągu ostatnich dwustu lat.

### Przeciwnicy
Istnieją różne szkoły ekonomiczne, które naciskają na ograniczenia i ograniczenia roli rządu na rynkach gospodarczych. Ekonomiści, którzy popierają te polityki, niekoniecznie podzielają zasady, takie jak ekonomiści Nobla, Milton Friedman (szkoła monetarystyczna), George Stigler (Chicago School of Economics / Neo-Classical Economics), Friedrich Hayek (Austriacka Szkoła Ekonomii) i James M. Buchanan (Virginia School of Political Economy) oraz Richard Posner (Chicago School / Pragmatyzm). Zasadniczo szkoły te potwierdzają, że rząd musi ograniczyć swoje zaangażowanie w sektorach gospodarczych i skupić się na ochronie praw jednostki (życia, wolności i własności). To stanowisko jest alternatywnie podsumowane w tzw. żelaznym prawie regulacyjnym, które stwierdza, że wszystkie regulacje rządowe ostatecznie prowadzą do straty netto w zakresie opieki społecznej.